# ルキウス・カエサル
ルキウス・カエサル（Lucius Julius Caesar Vipsanianus, 紀元前17年 - 紀元2年）は、古代ローマの将軍マルクス・ウィプサニウス・アグリッパと大ユリアの息子で、初代ローマ皇帝アウグストゥスの養子。兄のガイウス・カエサルと共にアウグストゥスの後継者候補の一人だった。

## 生涯
アウグストゥスの側近であったマルクス・アグリッパとアウグストゥスの娘ユリアの次男ルキウス・ウィプサニウス・アグリッパとして紀元前17年に誕生した。アウグストゥスから見ると直系の孫にあたるため後継者候補として早くから期待されていた。兄にガイウス・カエサル、弟にアグリッパ・ポストゥムス、姉に小ユリア、妹に大アグリッピナがいる。
ルキウスが誕生した年に兄ガイウスとともにアウグストゥスの養子となりルキウス・ユリウス・カエサル・ウィプサニアヌスと名を変えた。以降後継者として育てられ、15歳となった紀元前2年には養父アウグストゥスによって紀元2年の執政官（コンスル）に指名され、元老院 (ローマ)に議席を得た。このとき兄ガイウス同様騎士階級から「青年の第一人者」（プリンケプス・ユウェントゥティス、Princeps Juventutis）の称号を贈られている。アウグストゥスはガイウスに対しても同様の待遇を与えているが、2人を元老院議員とするために紀元前5年と紀元前2年に自ら執政官に就任している。予定執政官となったこの年、アエミリア・レピダと婚約し、軍務のキャリアをスタートさせる。しかし同年に、予定されていたコンスルに就任する前にマッシリア（現在のマルセイユ）で没した。ヒスパニアに向かう途中だった。
ルキウスの死の2年後には兄ガイウスも夭折し、アウグストゥスは後継者候補に妻リウィア・ドルシッラの連れ子であったティベリウスを選ばざるを得なくなった。ガイウスが死んだ紀元4年にアウグストゥスはティベリウスをルキウスの弟アグリッパ・ポストゥムスと共に養子としている。

## 家族
- マルクス・ウィプサニウス・アグリッパ：父
- 大ユリア：母
- ガイウス・カエサル：兄
- 小ユリア：姉
- 大アグリッピナ：妹
- アグリッパ・ポストゥムス：弟